# Neohenricia
Neohenricia es un género con dos especies de plantas suculentas perteneciente a la familia Aizoaceae.

## Taxonomía
El género fue descrito por  Harriet Margaret Louisa Bolus, y publicado en Journal of South African Botany 4: 51. 1938. La especie tipo es: Neohenricia sibettii

## Especies
- Neohenricia sibettii
- Neohenricia spiculta